# Johann Heinrich Franz Straube
Johann Heinrich Franz Straube  (1773–1848) war Gürtler und Gelbgießer in Weimar.

## Leben und Werk
Er war Vater des Bildhauers Adolph Straube (1810–1839). Straube sen. besaß als Kunsthandwerker offenbar ein gewisses Ansehen, da er mehrfach im Journal des Luxus und der Moden erwähnt wurde. Von Straube ist im Stadtarchiv Weimar ein Gesuch von 1816 überliefert, worin er um Überlassung eines kommunalen Grundes vor dem Jakobstor an ihn bat.  Im Jahr 1787 gewann Straube einen Preis. Er war demzufolge Schüler an der Fürstlich freien Zeichenschule Weimar. Straube wurde ebenso wie sein jüngerer Bruder Carl Wilhelm Siegmund Straube Hofgürtler in Weimar. Er und sein Bruder Carl Wilhelm Siegmund Straube, ebenfalls Gürtlermeister und Miteigner der Werkstatt, wurden am 28. Dezember 1830 vom Großherzog Carl Friedrich mit der silbernen Civil-Verdienst-Medaille ausgezeichnet. Die Arbeiten der Gebrüder Straube  wurden als so hochwertig angesehen, dass in wichtigen Räumen des Weimarer Stadtschlosses die Kron- und Kranzleuchter deren Werkstatt zur Anfertigung übertragen wurden. In dieser Werkstatt wurde auch der Sarkophag für den Großherzog Carl August (1757–1828) nach dem Entwurf von Clemens Wenzeslaus Coudray gegossen. Der Sarkophag befindet sich in der Weimarer Fürstengruft. Der Sohn Adolph Straube wiederum führte an dem Sarkophag die Ziselierungsarbeiten aus.

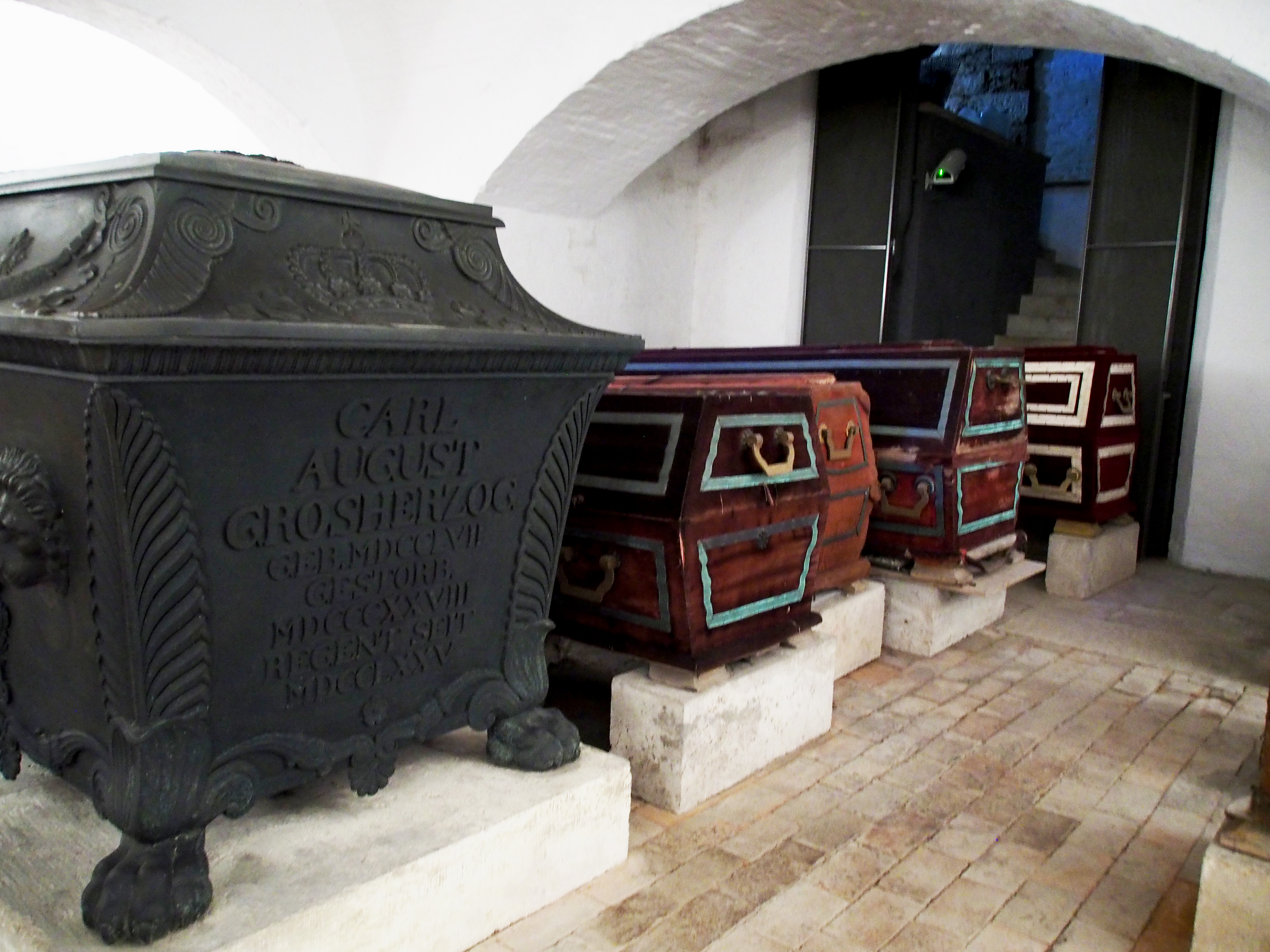
Sarkophag des Großherzogs Carl August, der in der Gelbgießerei von Johann Heinrich Franz und Carl Wilhelm Siegmund Straube gegossen wurde.

Die Werkstatt der Gebrüder Straube befand sich im Grimmenstein, Gerbergasse 3 (heute Gerberstraße 3). Das Gebäude existiert noch. 
Im Goethe- und Schiller-Archiv sind drei Kartons des Nachlasses von seinem Sohn Adolph Straube vorhanden.